# Ващенко-Екатеринчева, Вера Ивановна
Ве́ра Ива́новна Ва́щенко-Екатери́нчева  (1924 год, село Георгиевно, Ленгерский район, Чимкентская область, Киргизская АССР, РСФСР, СССР — дата и место смерти не известны, СССР) — колхозница, Герой Социалистического Труда (1949).

## Биография
Родилась в 1924 году в селе Георгиевно Киргизской АССР. В 1938 году в возрасте 13 лет вступила в колхоз «Победа».
До 1944 года работала по мобилизации на трудовом фронте. В 1944—1957 гг. работала звеньевой в колхозе «Победа».
В 1948 году звено Веры Ващенко-Екатеринчевой собрало по 29,2 центнера пшеницы с участка площадью 37 гектаров. За этот доблестный труд в 1949 году она была удостоена звания Героя Социалистического Труда.
С 1957 года работала в Чимкентском городском управлении «Зеленстрой».

## Награды
- Герой Социалистического Труда — Указ Президиума Верховного Совета от 20 мая 1949 года.
- Орден Ленина (1949).

## Источник
- «Қазақстан»: Ұлттық энцклопедия / Бас редактор Ә. Нысанбаев. — Алматы: «Қазақ энциклопедиясы» Бас редакциясы, 1998. — ISBN 5-89800-123-9.